# Palaquium glabrum
Palaquium glabrum är en tvåhjärtbladig växtart som beskrevs av Elmer Drew Merrill. Palaquium glabrum ingår i släktet Palaquium och familjen Sapotaceae. Inga underarter finns listade i Catalogue of Life.